# أم الدم الأبهرية الالتهابية
أم الدم الأبهرية الالتهابية المعروفة أيضًا باسم أم الدم الأبهرية البطنية الالتهابية، نوع من أمهات الدم الأبهرية البطنية تصبح فيها جدران أم الدم سميكة وملتهبة. وعلى غرار أم الدم الأبهرية البطنية، تحدث أم الدم الأبهرية الالتهابية في منطقة البطن. ترتبط أم الدم الأبهرية البطنية الالتهابية بوجود تليف واسع حول أم الدم وتُعد استجابة له، ويشير التليف إلى عملية تكوين نسيج ضام ليفي زائد في عضو أو نسيج ما استجابةً لحدث معين أو بهدف الإصلاح. تمثل أم الدم الأبهرية الالتهابية 5-10% من أمهات الدم الأبهرية. وتحدث أم الدم الأبهرية الالتهابية في مجموعة ديمغرافية أصغر سنًا في المتوسط بنحو 10 سنوات من معظم مرضى أم الدم الأبهرية البطنية. تشمل أعراض أم الدم الأبهرية الالتهابية آلام الظهر والمضض البطني والحمى وفقدان الوزن وارتفاع سرعة تثفل الدم (سرعة ترسب الدم). وُجد أن الستيروئيدات القشرية وغيرها من الأدوية المثبطة للمناعة تقلل الأعراض ودرجة الالتهاب والتليف حول الأبهر.

## العلامات والأعراض
تحدث أمهات الدم الأبهرية الالتهابية عادة لدى مرضى أصغر سنًا مقارنة بمرضى أمهات الدم الأبهرية البطنية النموذجية. يكون تمزق أم الدم الذي ينتج عن ترقق جدرانها أقل حدوثًا لدى مرضى أم الدم الأبهرية الالتهابية بسبب الالتهاب والتليف حولها.
تترافق أم الدم الأبهرية البطنية الالتهابية غير المتمزقة بأعراض، منها:
- آلام البطن أو الظهر (70 إلى 80%)
- مضض بطني
- حمى
- فقدان الوزن
- ارتفاع سرعة تثفل الدم (90%)

## الأسباب
السبب الدقيق غير معروف، تشمل عوامل الخطر المرتبطة بنشوء أم الدم الأبهرية الالتهابية:
استخدام التبغ: يبدو أن تدخين السجائر وتعاطي التبع بطرق أخرى يزيد من خطر الإصابة بأم الدم الأبهرية. بالإضافة إلى الآثار الضارة المباشرة على الشرايين، يسهم التدخين في تراكم اللويحات الدهنية في الشرايين (تشكل العُصيدات) وارتفاع ضغط الدم. قد يسبب التدخين أيضًا زيادة سرعة نمو أم الدم من خلال أذية الشريان الأبهري.
تصلب الشرايين: يحدث تصلب الشرايين عندما تتراكم الدهون والمواد الأخرى على بطانة الأوعية الدموية، ما يزيد من خطر الإصابة بأم الدم.
عدوى في الشريان الأبهري (التهاب الأوعية الدموية): في حالات نادرة، قد تحدث أم الدم الأبهرية البطنية بسبب عدوى أو التهاب يضعف جزءًا من جدار الأبهر.

## الآلية
أم الدم هي انتفاخ يمكن أن يحدث في جدران الأوعية الدموية وفي القلب نفسه أحيانًا. في حالة أم الدم الأبهرية الالتهابية، تظهر أم الدم في الشريان الأبهري، وهو الشريان الذي ينقل الدم المؤكسج من القلب إلى أنحاء الجسم. هذا الموقع مثالي لنشوء أم الدم بسبب الضغط البطني العالي وضغط الدورة الدموية. قد يحدث التليف، وهو تصلب في العضلات، بسبب التعرض للإجهاد وضغط الدم. مع تطور التليف، تنشأ استجابة مناعية ذاتية في المنطقة تسبب «الالتهاب». هذا الالتهاب هو ما يعطي أم الدم الأبهرية الالتهابية الجدران السميكة المميزة لها.
تحدث جميع أنواع أم الدم الأبهرية البطنية في جزء الشريان الأبهري الذي يمر في منتصف وأسفل البطن. تحدث أم الدم الأبهرية الصدرية في الشريان الأبهري في أثناء مروره في تجويف الصدر. وهي أقل حدوثًا من أم الدم البطنية. لا تشكل أم الدم الصغيرة أي خطر عمومًا، إلا أن الإصابة بأم الدم تزيد من خطر:
- تشكل لويحات عصيدية في موقع أم الدم، ما يؤدي إلى إضعاف جدار الشريان أكثر.
- تشكل جلطات دموية في الموقع وانتقالها، ما يزيد خطر الإصابة بالسكتة الدماغية.
- زيادة في حجم أم الدم، ما يؤدي إلى الضغط على الأعضاء الأخرى فيحدث الألم.
- أم الدم قد تنفجر أيضًا. بسبب جدارها الهش الذي يتمزق تحت الضغط. تمزق أم الدم الأبهرية حدث كارثي مهدد للحياة.